# Gabby Williams
Gabrielle Lisa  Williams (nacida el 9 de septiembre de 1996 en Sparks, Nevada) es una jugadora de baloncesto estadounidense nacionalizada francesa. Con 1.80 metros (5 ft 11 inch) de estatura, juega en la posición de alero con Seattle Storm de la WNBA.